# Wrightstown (Wisconsin)
Wrightstown es una villa ubicada en el condado de Brown en el estado estadounidense de Wisconsin. En el Censo de 2010 tenía una población de 2.827 habitantes y una densidad poblacional de 254,25 personas por km².

## Geografía
Wrightstown se encuentra ubicada en las coordenadas 44°19′35″N 88°10′26″O / 44.32639, -88.17389. Según la Oficina del Censo de los Estados Unidos, Wrightstown tiene una superficie total de 11.12 km², de la cual 10.59 km² corresponden a tierra firme y (4.78%) 0.53 km² es agua.

## Demografía
Según el censo de 2010, había 2.827 personas residiendo en Wrightstown. La densidad de población era de 254,25 hab./km². De los 2.827 habitantes, Wrightstown estaba compuesto por el 94.84% blancos, el 0.81% eran afroamericanos, el 0.81% eran amerindios, el 0.85% eran asiáticos, el 0% eran isleños del Pacífico, el 1.73% eran de otras razas y el 0.96% pertenecían a dos o más razas. Del total de la población el 4.35% eran hispanos o latinos de cualquier raza.